# Direct-coupled transistor logic

Porta logica DCTL NOR (circuito realizzato con il software di simulazione Falstad, con due resistenze fittizie sugli ingressi)

Le porte logiche Direct-coupled transistor logic (DCTL) sono un tipo di circuito logico digitale che utilizza transistor a doppio controllo per implementare le funzioni logiche. Sono state inventate negli anni '50 e sono stati utilizzate in una varietà di applicazioni, tra cui computer, calcolatrici e sistemi di controllo.
Le porte logiche DCTL sono costituite principalmente da due transistor a giunzione bipolare (BJT) collegati in parallelo (NOR) o in cascata (NAND). Prelevando l'uscita a monte dei BJT è possibile costruire le funzioni logiche principali. Le porte logiche DCTL permettono di realizzare tutti i circuiti combinatori utilizzando solo una delle due combinazioni:
- NAND: Una porta NAND produce un'uscita alta solo se entrambi gli ingressi sono bassi.
- NOR: Una porta NOR produce un'uscita bassa solo se entrambi gli ingressi sono alti.

Mediante l'algebra di Boole è possibile poi ricavare le combinazioni di soli NAND o di soli NOR per realizzare i circuiti logici fondamentali AND, OR, NOT, XOR. Il vantaggio di avere un solo tipo di porta logica è dato dal minor numero di integrati standard che si devono utilizzare per realizzare un circuito combinatorio. 

Porta logica DCTL NAND (circuito realizzato con il software di simulazione Falstad, con due resistenze fittizie sugli ingressi)

Ecco alcuni dei vantaggi delle porte logiche DCTL:
- Sono veloci e efficienti (costanti di tempo RC bassissime).
- Sono affidabili e hanno una lunga durata.
- Possono essere utilizzate per implementare qualsiasi funzione logica.
- Sono relativamente facili da fabbricare.

Ecco alcuni degli svantaggi delle porte logiche DCTL:
- Possono consumare molta energia, in quanto la corrente in base è molto elevata nello stato alto.
- Possono essere sensibili al rumore.
- Possono essere più lente rispetto ad altri tipi di porte logiche, come le porte CMOS.
- Rispetto alla porta logica RTL NOR, la porta DCTL NOR è soggetta al "furto di corrente" da parte di uno dei due BJT rispetto al secondo, in quanto le caratteristiche tecnologiche dei due BJT non sono identiche ma risentono di valori di hfe comunque differenti.